# Fra Nationalmuseets Arbejdsmark
Fra Nationalmuseets Arbejdsmark er en dokumentarfilm instrueret af Petr Wied efter manuskript af Johannes Brøndsted.

## Handling
En skildring af udgravningen af en kæmpehøj, de fundne genstandes transport til Nationalmuseet og den behandling, de må gennemgå, før de kan anbringes i museets montrer, for at de mange minder om Danmarks første beboere kan blive bevaret for efterverdenen.
Titlen er en pendant til Nationalmuseets årbog Nationalmuseets Arbejdsmark.